# Echoes (emisiune radio)
Echoes este o emisiune muzicală de radio, de două ore, difuzată zilnic fiind găzduită de John Diliberto caracterizată de un soundscape ambient, space, electronica și New Age.  Emisiunea prezintă interviuri detaliate și spectacole intime de "cameră de zi". Printre cei intervievați se numără artiști de marcă a genurilor, precum Brian Eno, Peter Gabriel, Laurie Anderson și Philip Glass.  Spectacolele live includ nume ca 
Yo-Yo Ma, Pat Metheny, Loreena McKennitt, Steve Roach, Air și mulți alții.  Echoes a produs șaisprezece colecții de CD-uri din aceste și alte ședințe live de studio.  Distribuite de Public Radio International, Echoes este în present asculttă în peste 130 posturi de radio din New York până în Seattle.  Echoes can poate fi de asemenea ascultată și pe internet, cu difuzare audio disponibilă 24/7 la cerere.
Echoes a fost creată în 1989 de Kimberly Haas și John Diliberto, un jurnalist de muzică ale cărui lucrări au apărut în Billboard, Pulse, Jazziz, Down Beat, Musician, și Amazon.com.  El de asemenea a produs documentarii câștigătoare ale premiilor Peabody Award pentru postul National Public Radio, Jazz Profiles. Haas și Diliberto au produs anterior seria de documentarii Totally Wired (1982–1989), câștigătoare a premiilor Columbia University Major Armstrong Award, Ohio State Award, și National Federation of Community Broadcaster Award.
Ambii, atât Haas cât și  Diliberto și-au început cariera la WXPN în timp ce erau stucenți la Universitatea din Pennsylvania. Diliberto a fost Director Muzical între 1974-1976. Haas a fost Director de Program din 1980 până în 1986. În 1976 Diliberto pune bazele emisiunii de muzică space 
Star's End ce e difuzată până în prezent.
Echoes a produs de asemenea 17 CD-uri de spectacole live din timpul emisiunii.  Cel mai recent este "Echo Location".